# Il Divo
Il Divo – międzynarodowa grupa wokalna, utworzona przez producenta muzycznego i jurora programów "American Idol", czy "Britain's Got Talent" Simona Cowella, w skład której wchodzi czterech śpiewaków: hiszpański baryton Carlos Marín (ur. 13 października 1968 roku w Rüsselsheim-Niemcy, dorastał w Madrycie, zmarł 19 grudnia 2021), tenor Urs Toni Bühler (ur. 19 lipca 1971 roku w Willisau, w Szwajcarii), amerykański tenor David Miller (ur. 14 kwietnia 1973 roku w San Diego, wychowywany był w Littleton, w stanie Kolorado) i francuski tenor Sébastien Izambard (ur. 7 marca 1973 w Paryżu). Wykorzystując swój talent oraz klasyczne techniki, prezentują popularne, romantyczne piosenki w symfoniczno-operowych interpretacjach.
Zespół nagrywał m.in. z takimi wykonawacami jak Céline Dion (przebój I Believe In You (Je Crois En Toi)), Toni Braxton (hiszpańską wersję jej hitu Unbreak My Heart – Regresa A Mí) i Barbrą Streisand. Kwartet wykonał wspólnie z Toni Braxton hymn "The Time of Our Lives" na rozpoczęcie oraz zakończenie mistrzostw świata w piłce nożnej w 2006 roku. Do tego utworu powstał teledysk, sceny z udziałem Il Divo nakręcone zostały na stadionie w Cardiff, Braxton nagrywała swoje partie w Los Angeles.

## Dyskografia
Albumy
| Rok                            | Tytuł                                                                          | Pozycja na liście | Pozycja na liście | Pozycja na liście | Pozycja na liście | Pozycja na liście | Pozycja na liście | Pozycja na liście | Pozycja na liście | Pozycja na liście | Pozycja na liście | Pozycja na liście | Pozycja na liście | Pozycja na liście | Pozycja na liście | Pozycja na liście | Pozycja na liście | Certyfikat                                       |
| Rok                            | Tytuł                                                                          | MEX               | AUS               | POR               | NOR               | SWE               | ITA               | FIN               | AUT               | FRA               | DEU               | ESP               | NZL               | NLD               | GBR               | POL               | USA               | Certyfikat                                       |
| ------------------------------ | ------------------------------------------------------------------------------ | ----------------- | ----------------- | ----------------- | ----------------- | ----------------- | ----------------- | ----------------- | ----------------- | ----------------- | ----------------- | ----------------- | ----------------- | ----------------- | ----------------- | ----------------- | ----------------- | ------------------------------------------------ |
| 2004                           | Il Divo - Data: 1 listopada 2004 - Wydawca: Syco/Columbia                      | —                 | 1                 | 2                 | 2                 | 1                 | —                 | 1                 | 2                 | 4                 | 2                 | 2                 | 3                 | 1                 | 1                 | 35                | 4                 | - GBR: 5x platynowa płyta - USA: platynowa płyta |
| 2005                           | The Christmas Collection - Data: 25 października 2005 - Wydawca: Syco/Columbia | 80                | 16                | 2                 | 4                 | 11                | 18                | 122               | 2                 | 4                 | 2                 | 75                | 11                | 19                | 24                | 4                 | 14                | - USA: platynowa płyta                           |
| 2005                           | Ancora - Data: 22 listopada 2005 - Wydawca: Syco/Columbia                      | —                 | 1                 | 1                 | 2                 | 3                 | 15                | 1                 | 6                 | 9                 | 18                | 1                 | 1                 | 2                 | 1                 | —                 | 1                 | - GBR: 3x platynowa płyta - USA: złota płyta     |
| 2006                           | Siempre - Data: 21 listopada 2006 - Wydawca: Syco/Columbia                     | 27                | 2                 | 3                 | 7                 | 4                 | —                 | 2                 | 9                 | 10                | 22                | 1                 | 3                 | 1                 | 2                 | —                 | 6                 | - GBR: 2x platynowa płyta - USA: platynowa płyta |
| 2008                           | The Promise - Data: 18 listopada 2008 - Wydawca: Syco/Columbia                 | 5                 | 5                 | 1                 | 1                 | 1                 | —                 | 5                 | 11                | 22                | 24                | 1                 | 7                 | 1                 | —                 | —                 | 5                 | - GBR: platynowa płyta - USA: złota płyta        |
| 2011                           | Wicked Game - Data: 28 listopada 2011 - Wydawca: Syco/Columbia                 | 36                | 11                | 4                 | 27                | 12                | —                 | 21                | 12                | —                 | 28                | 7                 | 12                | 2                 | 6                 | —                 | 10                | - GBR: złota płyta                               |
| 2013                           | A Musical Affair - Data: 29 października 2013 - Wydawca: Syco/Columbia         | —                 | 40                | 7                 | —                 | —                 | —                 | 47                | 16                | 42                | 64                | 12                | 15                | 8                 | 13                | 31                | 135               | - POL: złota płyta                               |
| 2018                           | Timeless - Data: 24 sierpnia 2018 - Wydawca: Universal Music                   | —                 | —                 | 43                | —                 | —                 | —                 | —                 | 50                | –                 | 76                | 3                 | –                 | 17                | –                 | –                 | –                 |                                                  |
| "—" pozycja nie była notowana. |                                                                                |                   |                   |                   |                   |                   |                   |                   |                   |                   |                   |                   |                   |                   |                   |                   |                   |                                                  |

Albumy koncertowe
| 2009                           | An Evening With Il Divo – Live In Barcelona - Data: 1 grudnia 2009 - Wydawca: Syco/Columbia | 16 | 1  | 37 | 26 | 198 | 12 | 43 | 9  | - GBR: platynowa płyta |
| 2014                           | A Musical Affair – Live in Japan - Data: 17 listopada 2014 - Wydawca: Syco/Columbia         | —  | 19 | —  | —  | —   | —  | —  | 55 |                        |
| "—" pozycja nie była notowana. |                                                                                             |    |    |    |    |     |    |    |    |                        |

Kompilacje
| 2006                           | Il Divo Collezione - Data: 2006 - Wydawca: Syco/Columbia             | —  | —  | —  | —  | —  | —  | —  | — | —  | — |                                           |
| 2012                           | The Greatest Hits - Data: 26 listopada 2012 - Wydawca: Syco/Columbia | 11 | 10 | 30 | 13 | 43 | 10 | 17 | 5 | 17 | 1 | - GBR: złota płyta - POL: platynowa płyta |
| "—" pozycja nie była notowana. |                                                                      |    |    |    |    |    |    |    |   |    |   |                                           |